# MPEG-4
MPEG-4 là một chuẩn video MPEG với hình ảnh bit-rate thấp. Chuẩn này được giới thiệu lần đầu vào năm 1998. Đây là một chuẩn với nhiều phần mở rộng mà đặc biệt được thiết kế để đạt tới chất lượng cao nhất của một chuẩn nội dung video.